# Harnleiterektopie
Die Harnleiterektopie oder Ureterektopie ist eine angeborene Fehlbildung der Harnleiter, die vor allem beim Hund vorkommt und dort bei einigen Rassen erblich zu sein scheint. Hündinnen sind wesentlich häufiger betroffen als Rüden.

## Pathophysiologie
Beim gesunden Hund münden die Harnleiter innerhalb des Trigonum vesicae (Harnblasendreieck) in die Harnblase, wo der Urin bis zur Miktion durch den Musculus urethralis zurückbehalten wird. Bei Harnleiterektopie liegt die Mündung eines oder beider Harnleiter unterhalb dieses Schließmuskels und mündet statt in die Harnblase in die Harnröhre, die Vagina oder die Gebärmutter. Weil der Urin nicht zurückbehalten werden kann, kommt es zu Harninkontinenz, die sich in ständigem leichtem Harntröpfeln äußert. Als Komplikationen können lokale Hautreizungen und aufsteigende Harnwegsinfektionen auftreten.

## Klinik

### Signalement
Die Krankheit tritt bei Norwegischen Elchhunden, Siberian Huskies, Neufundländern, Golden und Labrador Retrievern, West Highland White Terriers, Foxterriers und Zwergpudeln gehäuft auf, kann aber bei allen Rassen sporadisch auftreten. Hündinnen sind achtmal so oft betroffen wie Rüden. Die meisten Fälle werden zwischen dem Alter von drei und sechs Monaten vorgestellt.

### Symptome
Das Leitsymptom der Harnleiterektopie ist Harninkontinenz mit ständigem Harntröpfeln. Tiere mit einem normalen und einem ektopischen Harnleiter zeigen zusätzlich auch normales Harnabsatzverhalten, während Tiere mit beidseitig ektopischen Harnleitern nicht normal urinieren können. Durch das ständige Harntröpfeln kann es bei Hündinnen zu Hautreizungen und Infektionen im Bereich der Vagina und Vulva kommen, die bis in die Nieren aufsteigen können.
Rüden entwickeln seltener Symptome, weil sie die Umgehung des M. urethralis normalerweise durch den Musculus sphincter urethrae internus kompensieren können, der die gesamte Länge der Harnröhre umfasst.

### Diagnose
Die Diagnose erfolgt über die Injektion eines Kontrastmittels in den Blutkreislauf, das über die Nieren ausgeschieden wird. Mittels Röntgenaufnahmen kann der Weg des Kontrastmittels durch Niere und Harnleiter bis in die Harnblase nachvollzogen werden. Ist ein ektopischer Harnleiter vorhanden, zeigen die Röntgenbilder dessen Verlauf an der Blase vorbei bis zu seiner Mündung. Gleichzeitig erlaubt diese Diagnosemethode auch die Darstellung von eventuell vorhandenen zusätzlichen Anomalien im Harntrakt, wie etwa einer Hydronephrose.

### Therapie und Prognose
Eine kurative Behandlung erfolgt chirurgisch. Bei einer einseitigen Harnleiterektopie kann eine Nephrektomie der betroffenen Niere durchgeführt werden, insbesondere auch, wenn Komplikationen wie etwa eine Hydronephrose oder Pyelonephritis vorhanden sind. Bei einer beidseitigen Harnleiterektopie ist die Behandlung der Wahl eine Transplantation der ektopischen Harnleitermündungen in die Harnblase, wodurch in den Harnwegen eine funktionell normale Situation erreicht werden kann. Die Transplantation ist auch bei einseitiger Ektopie möglich, falls die Niere der betroffenen Seite normal ist.
Bei einer beidseitigen Harnleiterektopie sowie bei einer einseitigen Ektopie mit einer nicht vollkommen gesunden kontralateralen Niere ist die Nephrektomie kontraindiziert. In solchen Fällen besteht die Behandlung aus der Transplantation der ektopischen Uretermündung in die Harnblase.
In leichten Fällen kann die Harninkontinenz auch symptomatisch behandelt werden, beispielsweise durch Gaben von Phenylpropanolamin oder Ephedrin.
Bei einer erfolgreichen chirurgischen Behandlung ist die Prognose gut. Gelegentlich kommt es zu Komplikationen wie persistierender Harninkontinenz oder Dysurie sowie zu Hydronephrose.

## Genetik und Zuchthygiene
Der Erbgang der Harnleiterektopie beim Hund ist nicht bekannt, vermutlich handelt es sich um eine polygene Krankheit. Betroffene Hunde sollten nicht zur Zucht verwendet werden; Verpaarungen, aus denen Welpen mit Harnleiterektopie hervorgingen, sollten nicht wiederholt werden.